# Richard Winters
Richard Davis Winters (21. januar 1918 – 2. januar 2011) var under 2. verdenskrig officer i de amerikanske faldskærmstropper i 101. luftbårne division. Winters var respekteret af sit mandskab og blev i løbet af krigen forfremmet fra løjtnant og delingsfører til major og bataljonschef. Winters er kendt for at være en af hovedpersonerne i tv-serien Kammerater i krig.

## 2. verdenskrig
Winters meldte sig frivilligt til hæren i 1941 for at afkorte sin tjenesteperiode. Han blev udtaget til officersuddannelse i Fort Brenning, Georgia og mødte her sin kammerat Lewis Nixon, som han kom til at følges med gennem krigen. Efter uddannelsen blev han udnævnt til sekondløjtnant og meldte sig frivilligt til faldskærmstropperne. Han var med fra etableringen af E-kompagniet (Easy i datidens fonetik)i 506. faldskærmsregiment i 101. luftbårne division, først som delingsfører og senere som premierløjtnant og næstkommanderende i kompagniet under kaptajn Herbert Sobel.
I september 1943 blev divisionen overført til England og kompagniet var præget af en del utilfredshed blandt underofficererne, hvilket udviklede sig til hvad Winters senere har kaldt et mytteri. Sobel blev erstattet af premierløjtnant Thomas Meeham III kort før invasionen i Normandiet. På D-dag blev flyet med hele kompagniets ledelse skudt ned og alle dræbt.
Winters sprang ud og landede nær Sainte-Mère-Église. Han samlede soldater fra forskellige enheder og fandt frem til kompagniets mål og fungerede reelt – uden at kende Meehams skæbne – som kompagnichef. Senere samme dag gennemførte han et angreb på et tysk batteri antiluftskyts. Batteriet blev forsvaret af en deling, men Winters formåede at gennemføre angrebet med blot 13 soldater. Batteriet havde bestrøget et areal som var væsentligt for at de allierede kunne komme ud fra Utah Beach-brohovedet. I tilgift erobrede man et kort som viste de tyske forsvarsstillinger foran Utah Beach. Angrebet benyttes stadig i undervisningen på den amerikanske officersskole West Point samt på Hærens Officersskole på Frederiksberg og Winters fik en hædersmedalje for indsatsen.
Under Operation Market Garden i september 1944 blev Winters næstkommanderende i 2. bataljon. Under kampene i Holland førte han med succes 20 soldater fra E-kompagniet i et angreb mod en tysk styrke på 200 mand.
I december 1944 iværksatte tyskerne et modangreb og 101. luftbårne division blev sammen med dele af 10. panserdivision omringet ved Bastogne. Enhederne formåede at binde flere tyske elitedivisioner indtil de efter en uge atter fik kontakt med 3. arme (US). I et efterfølgende udbrud mod byen Foy måtte Winters udskifte den uegnede chef Norman Dike med Ronald Speirs for E-kompagniet midt i et angreb. Efter angrebet blev Winters chef for bataljonen og forfremmet til major. Han blev i Europa frem til oktober-november 1945.

## Efter 2. verdenskrig
Winters arbejdede i kammeraten Lewis Nixons familiefirma frem til Koreakrigen, hvor han blev "aktiveret" for at træne infanteri og opklaringsfolk.
Efter den anden tjenesteperiode blev han selvstændig indenfor salg af dyrefoder og byggede selv et hus til sin familie
Han døde den 2. januar 2011, 92 år gammel. Han led af parkinsons sygdom